# Clemens Weller
Clemens Weller (né à Neustadt (Dosse) le 17 mai 1838 et mort à Copenhague le 17 juillet 1900) est un photographe et relieur danois d'origine allemande.

## Biographie
Clemens Weller a débuté comme relieur et a probablement appris son métier en France à l'adolescence. En 1860, il s'installe à Copenhague et devient citoyen danois. Il travaille d'abord pour le photographe Georg Emil Hansen, collant et reliant des photographies, mais étudie en parallèle la photographie, car une lettre du poète Nicolai Bøgh à Hans Christian Andersen, de 1866, mentionne un "certificat" pour Weller .
En 1867, Georg s'associe avec son frère, Niels Christian (peintre), et un libraire nommé Albert Schou, pour créer la firme "Hansen & Schou". Deux ans plus tard, Weller devient associé de l'entreprise, rebaptisée Hansen, Schou & Weller. Cette même année, ils reçoivent un mandat royal de nomination, faisant d'eux les photographes officiels de la cour. En 1872, ils participent à l' exposition Nordic Industry and Art et, en 1875, reçoivent une médaille de bronze lors d'une exposition similaire à Vienne.
Schou quitte l'entreprise en 1885, pour poursuivre une carrière indépendante, et Niels prend sa retraite en 1889, pour reprendre son ancienne profession. Weller demeure associé et l'entreprise est renommée "Hansen & Weller". En plus de la nomination royale, Georg se constitue une solide base de clients dans la maison de Glücksburg et la bourgeoisie associée. Hans Christian Andersen est également un client régulier. Weller était responsable de la majeure partie de cette entreprise et a conservé toutes ses plaques photographiques. Au moment de sa mort, il avait amassé une collection de milliers de plaques, toutes soigneusement emballées et stockées.
En 1897, il est élu à l'unanimité président de la Dansk Fotografisk Forening . Après sa mort, sa collection de négatifs est triée et vendue. Environ 660 d'entre eux, représentant des membres de la noblesse danoise et étrangère, ont été acquis par le photographe Peter Elfelt et peuvent maintenant être vus à la bibliothèque royale de Copenhague.

## Galerie

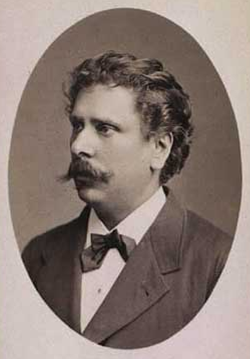
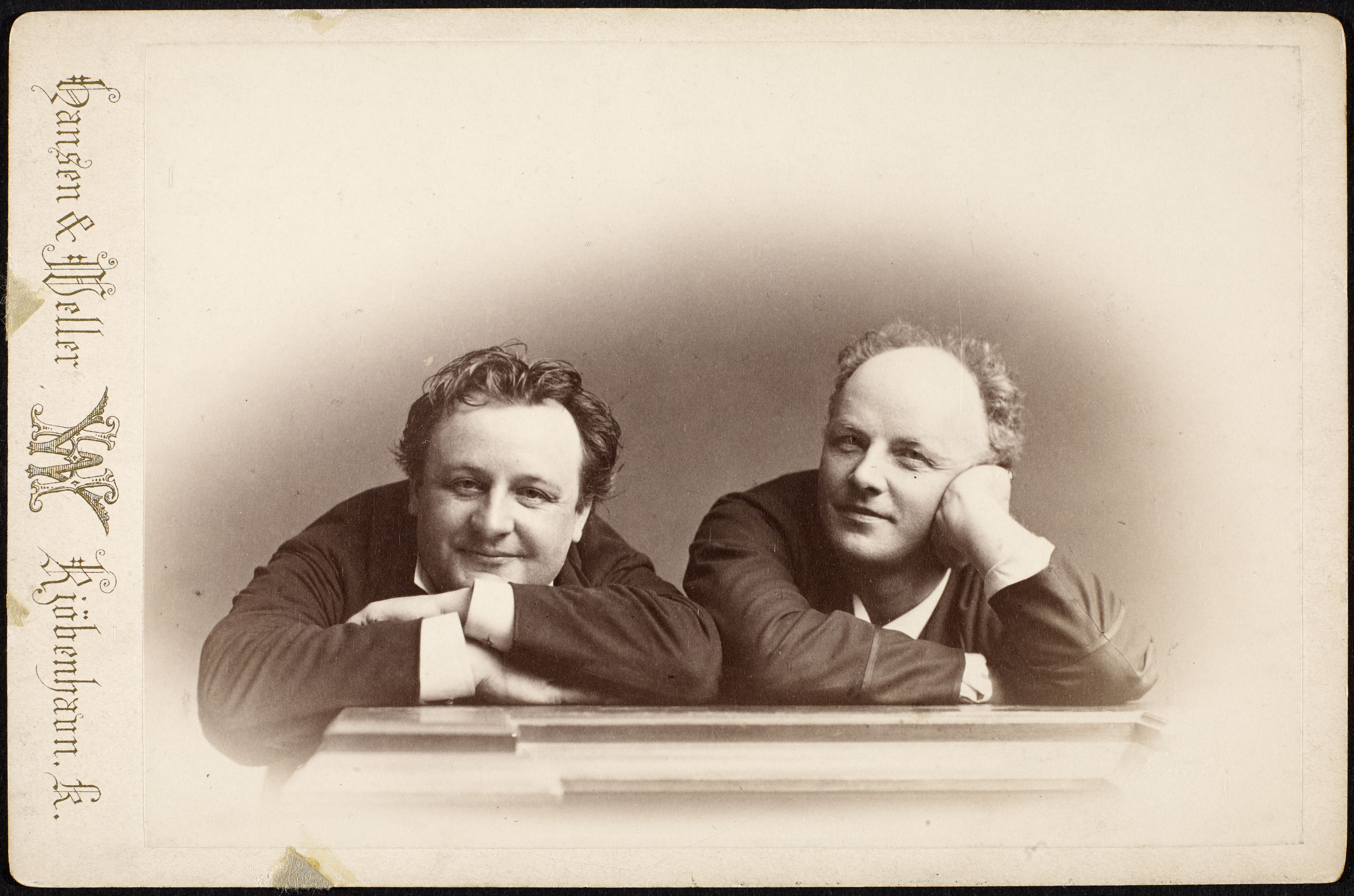
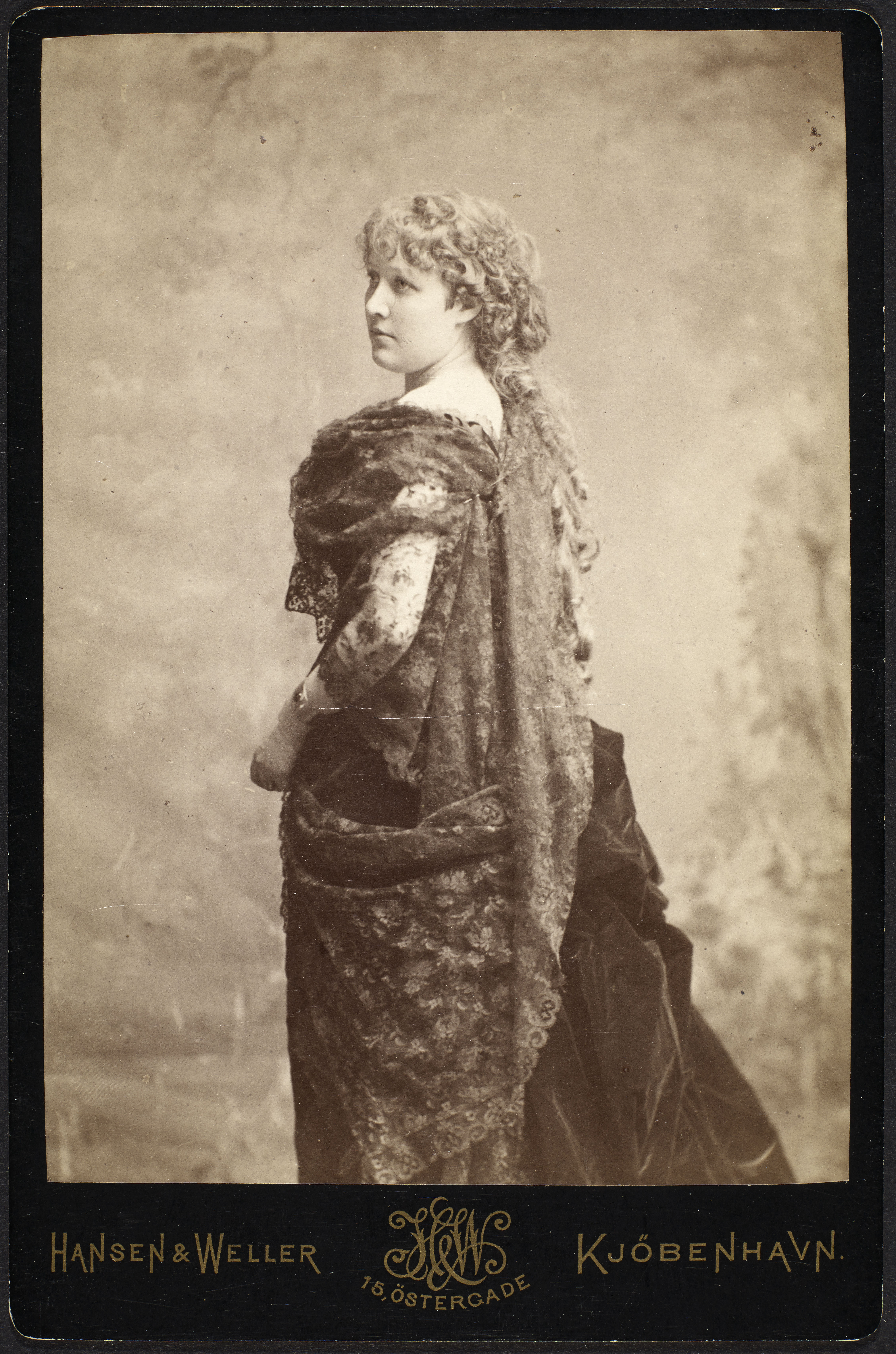
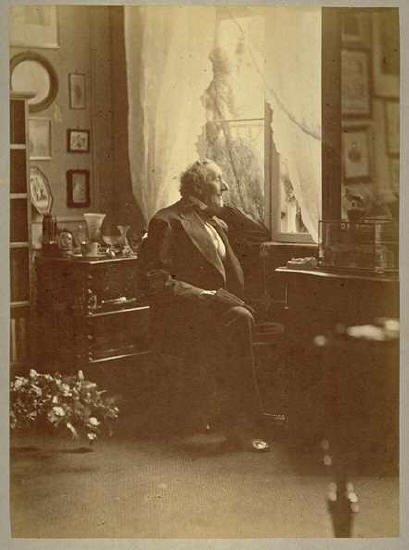

## Source
- (en) Cet article est partiellement ou en totalité issu de l’article de Wikipédia en anglais intitulé « Clemens Weller » (voir la liste des auteurs).